# Joseph Smith (concepteur d'avions)
Pour les articles homonymes, voir Joseph Smith (homonymie) et Smith.
Joseph ("Joe") Smith (25 mai 1897 - 20 février 1956) est un concepteur d'avions anglais qui a pris la succession de R. J. Mitchell en tant que concepteur en chef pour Supermarine à la mort de celui-ci. Il a dirigé l'équipe responsable du développement ultérieur de la Supermarine Spitfire.

## Carrière
Joseph Smith a étudié à l'école secondaire de Yardley (en) et à la Birmingham Municipal Technical School, il fait son apprentissage chez la société Austin Motor et obtient ensuite un poste de dessinateur junior dans le département aviation. En 1921, il part pour la Vickers-Armstrong en tant que dessinateur principal, et il devient dessinateur en chef cinq ans plus tard.
Travaillant sous la direction de Mitchell, Smith a été fortement impliqué dans la conception initiale du Spitfire et a été nommé concepteur en chef après la mort de Mitchell en 1937. Smith a continué le développement du Spitfire et a ensuite été impliqué dans la conception du Supermarine Spiteful, Supermarine Seafang, Supermarine Attacker, et d'autres avions de Supermarine. Smith a été nommé administrateur de Vickers-Armstrong en 1948 et a été président du conseil de la Société des constructeurs aéronautiques britanniques de 1948 à 1951. En 1950, il a reçu la médaille d'argent de la Royal Aeronautical Society. Il décède à Chandler's Ford le 20 février 1956.